# 格拉尼亚内利亚
格拉尼亚内利亚，是西班牙加泰罗尼亚莱里达省的一个市镇。 总面积24平方公里，总人口142人（2001年），人口密度6人/平方公里。